# Reykjavík Universitet
Reykjavík Universitet (islandsk: Háskólinn í Reykjavík, HR) er det største private universitet i Island med mere end 3.500 studerende og mere end 250 ansatte. Det ejes af Handelskammeret, Islands Industriforbund og Arbejdernes Landsforbund.
Universitetet blev officielt tosproget (islandsk og engelsk) i 2010, og det består af fire skoler: Jura-skolen, Handelshøjskolen, it-skolen og naturvidenskabs- og ingeniørskolen.
Universitetets MBA-program blev tildelt en femårig akkreditering af det London-baserede, internationale akkrediteringsfirma, Association of MBAs, i oktober 2011.

## Historie
Reykjavík Universitet har rødder tilbage til gymnasiet Verzlunarskóli Íslands, hvor it-skolen blev oprettet i 1988 og havde til huse i ti år. Universitetet afholdt sit første semester fra september 1998 i en nyopført bygning under navnet Reykjavík Handelshøjskole. It-skolen blev en af de to afdelinger på skolen. Et navneskift var snart påkrævet, idet det første navn ikke var dækkende for aktiviteterne på stedet.
I januar 2000 fik det derfor det nuværende navn, og i efteråret 2002 blev jura-skolen etableret, hvorpå universitetet i 2005 fusionerede med Islands Tekniske Universitet. I den forbindelse blev naturvidenskabs- og ingeniørskolen dannet på basis af aktiviteterne fra det tekniske universitet, tilsat nye ingeniørområder.
Universitetet står bag Icelandic Center for Research of Software Engineering (ICE-ROSE), Icelandic Center of Excellence in Theoretical Computer Science (ICE-TCS), Icelandic Institute of Intelligent Machines (IIIM) og Icelandic Society for Intelligence Research (ISIR).
Universitetet har også åbnet Center for Analysis and Design of Intelligent Agents (CADIA), og blev grundlagt af de to HR-professorer Kristinn R. Thórisson og Yngvi Björnsson som Islands første kunstig intelligens-forskningslaboratorium. CADIA har gennem årene blandt andet samarbejdet med Honda om at udvikle software til ASIMO-robotten og det lokale spilfirma CCP Games om at udvikle intelligent software til spillet Eve Online. Endvidere har CADIA udviklet en General Game Playing (GGP) baseret på kunstig intelligens, som vandt VM for GGP i 2007 og 2008. Centeret modtog i 2009 et stort beløb fra EU til HUMANOBS-projektet. Ydermere har CADIA sammen med IIIM sponsoreret udviklingen af en AUV (Autonomous Underwater Vehicle) gennemført af nogle studerende ved universitetet. AUV'en har flere år deltaget i konkurrencen RoboSub
I 2008 åbnede The Laboratory for Dependable, Secure Systems (LDSS) i samarbejde med flere computersikkerhedsfirmaer og den islandske regering. Laboratoriet blev grundlagt af Úlfar Erlingsson og Ýmir Vigfússon og forsker og underviser i sikkerhed og pålidelighed af it-systemer. I 2011 blev laboratoriet lagt ind under Systems and Security Laboratory (SysLab), som ledes af Vigfússon.

## Ledelse
Ari Kristinn Jónsson er præsident for Reykjavík Universitet siden januar 2010, hvor han afløste Svafa Grönfeldt.

## Afdelinger og uddannelser
Universitetet har fire skoler:
- Jura-skolen
- Handelshøjskolen
- It-skolen
- Naturvidenskabs- og ingeniørskolen

Alle skolerne udbyder treårige uddannelsesprogrammer, der fører frem til bachelor-niveau. Desuden tilbyder alle skoler kandidat-uddannelser. Uddannelserne tilbydes både på fuldtid samt via HMV-programmet på deltid, tilpasset folk der er i arbejde.
Universitetet udbyder endvidere forskellige kurser samt en ledelsesuddannelse.

## Campus
Reykjavík Universitet holder til i bydelen Nauthólsvík i en bygning, der blev indviet i januar 2010. Bygningens struktur afspejler solen med dens stråler fra et center, som et symbol på kulturen, der spreder sig tilsvarende.

## Samarbejdsinstitutioner
Reykjavík Universitet samarbejder med en række universiteter og virksomheder inden for forskning og undervisning. For eksempel tilbyder det et fællesprogram for it med Camerino Univeritet i Italien. Studerende har også mulighed for at indgå i udvekslingsprogrammer gennem blandt andet Nordplus.